# Mongun-tajgai járás

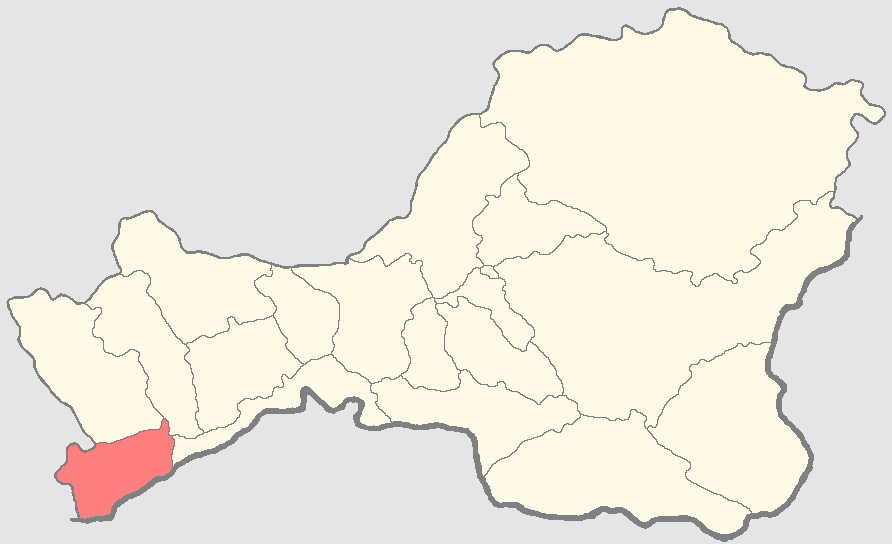
A Mongun-tajgai járás a Tuva Köztársaságban

A Mongun-tajgai járás (oroszul Монгун-Тайгинский кожуун, tuvai nyelven Мөңгүн-Тайга кожуун) Oroszország egyik járása a Tuvai Köztársaságban. Székhelye Mugur-Akszi.

## Népesség
- 1989-ben 5 576 lakosa volt.
- 2002-ben 5 938 lakosa volt.
- 2010-ben 5 660 lakosa volt.